# Diócesis de Conversano-Monopoli
La diócesis de Conversano-Monopoli (en latín: Dioecesis Conversanensis-Monopolitana y en italiano: Diocesi di Conversano-Monopoli) es una circunscripción eclesiástica de la Iglesia católica en Italia. Se trata de una diócesis latina, sufragánea de la arquidiócesis de Bari-Bitonto. Desde el 5 de febrero de 2016 su obispo es Giuseppe Favale.

## Territorio y organización

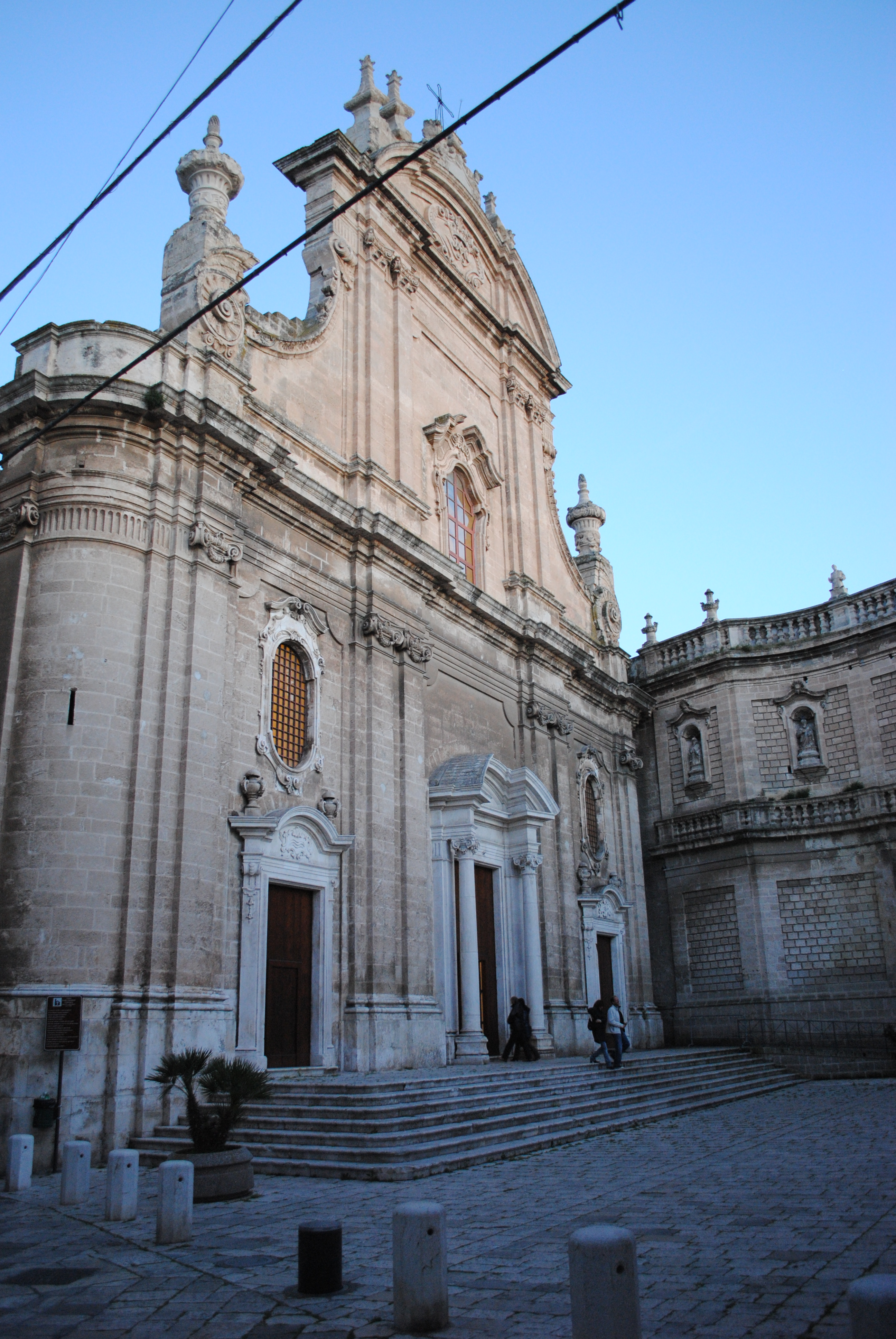
Concatedral basílica de María Santísima de la Madia, en Monopoli

La diócesis tiene 1099 km² y extiende su jurisdicción sobre los fieles católicos de rito latino residentes en 9 comunas de la región de Apulia, pertenecientes a:
- la ciudad metropolitana de Bari: Alberobello, Castellana Grotte, Conversano, Monopoli, Noci, Polignano a Mare, Putignano, Rutigliano y Turi;
- la provincia de Brindisi: Cisternino y Fasano.

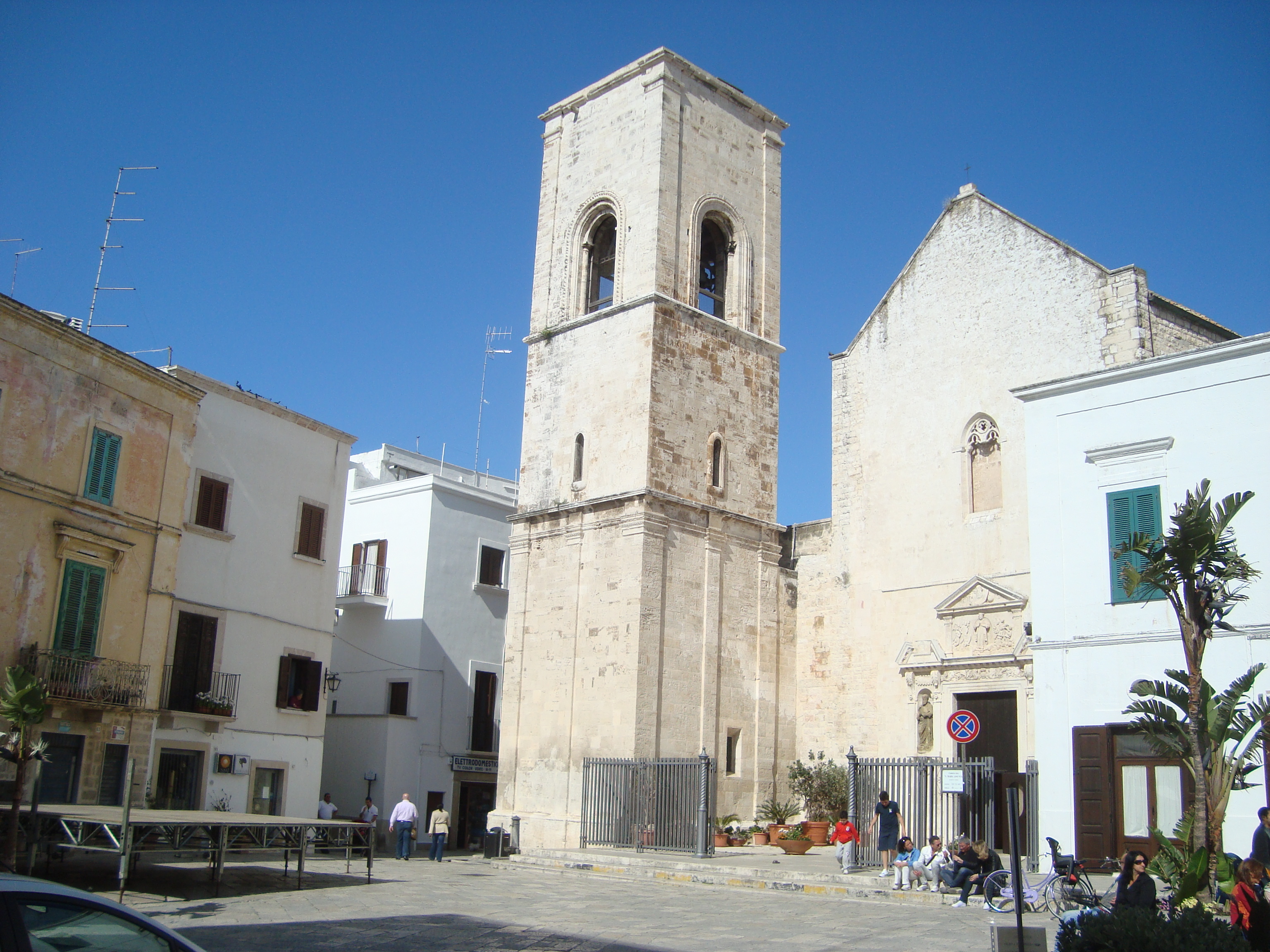
Excatedral de la Asunción, en Polignano a Mare

La sede de la diócesis se encuentra en la ciudad de Conversano, en donde se halla la Catedral basílica de Santa María Asunta y San Flaviano Obispo. En Monopoli se encuentra la Concatedral basílica de María Santísima de la Madia, en Polignano a Mare la excatedral de la Asunción (exdiócesis de Polignano) y en Alberobello la basílica de los Santos Cosme y Damián.

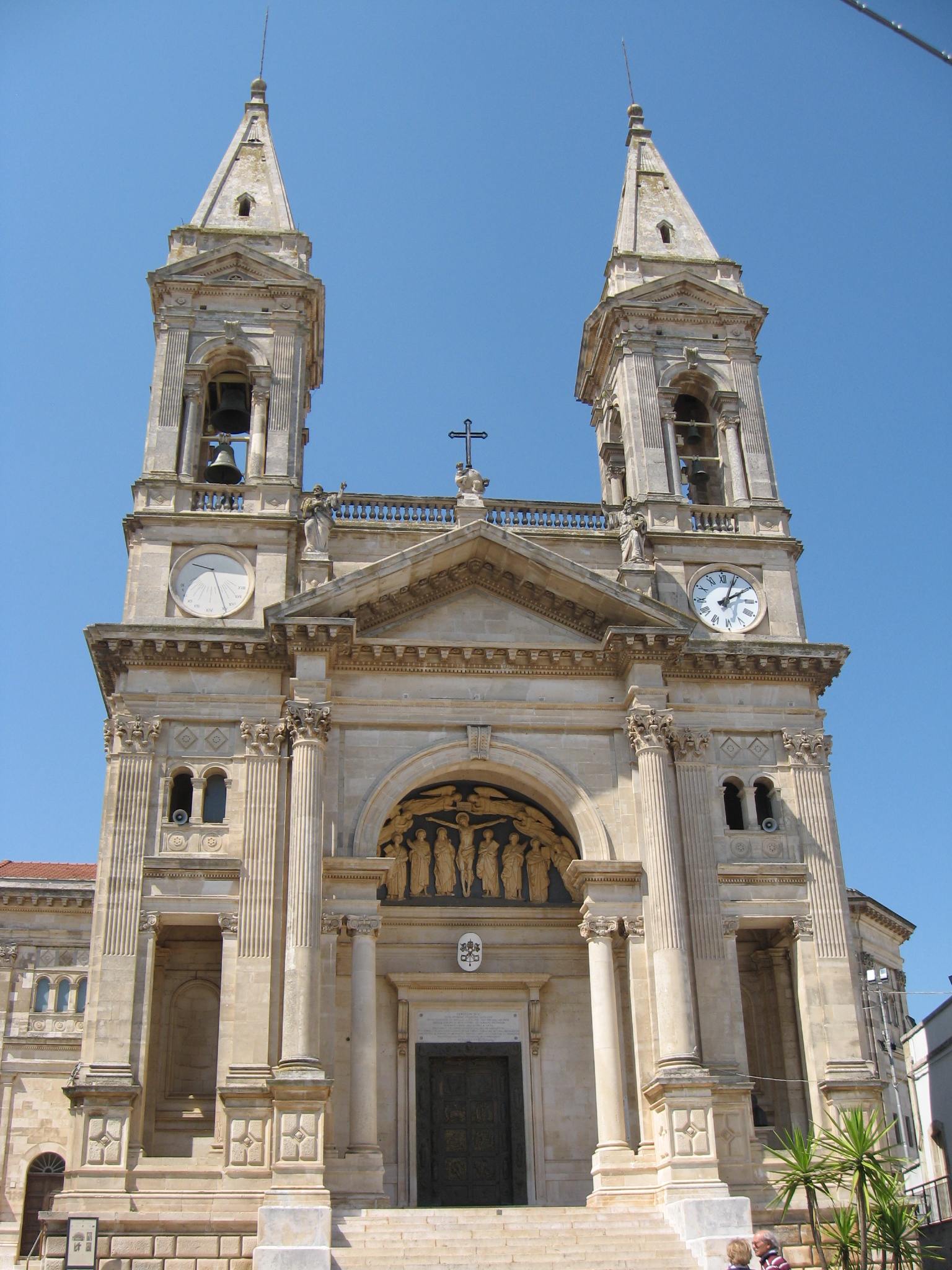
Basílica de los Santos Cosme y Damián, en Alberobello

En 2021 en la diócesis existían 56 parroquias agrupadas en 12 zonas pastorales.

## Historia

### Diócesis de Conversano
Según la tradición petrina, común a muchas diócesis de Apulia y del sur de Italia en general, el cristianismo fue difundido en Conversano por el mismo apóstol san Pedro. Algunos autores han atribuido un origen antiguo a esta sede apuliana y han insertado en la cronología episcopal una serie de obispos espurios, cuya historicidad ha sido puesta en duda durante mucho tiempo. Como sucedió en muchas otras comunidades eclesiales paleocristianas y altomedievales del sur de Italia, la paternidad apostólica en la fundación de Iglesias locales fue introducida con frecuencia de manera ficticia para obtener una patente de antigüedad y un excedente de sacralidad funcional al aumento del prestigio de la sede episcopal. «Los dípticos de Conversano unen, aunque de manera intermitente, a obispos apócrifos que se remontan al siglo V ..., continúan con Gerico y Simparide en el siglo VIII, y se desvanecen en los obispos anónimos del siglo XI extraídos de bulas y narraciones apócrifas».
La diócesis de Conversano nació probablemente sólo en el siglo XI después de la conquista normanda de la región, en la época de Goffredo di Conversano, partidario de la latinización, y que apoyó con donaciones y privilegios varios monasterios que surgieron en el territorio. El primer obispo documentado es Leone, cuya firma aparece en numerosos diplomas de finales de siglo, entre 1081 y 1096. La sede diocesana fue sufragánea de la arquidiócesis de Bari desde sus orígenes.
Desde su fundación, la Iglesia de Conversano tuvo que afrontar diversas disputas respecto al ejercicio de su jurisdicción sobre el territorio:
- El conde Goffredo había otorgado beneficios y privilegios al monasterio benedictino de Conversano, incluido el control y la jurisdicción "cuasi episcopal" sobre el territorio de Castellana. El papa Pascual II confirmó estos privilegios, poniendo el monasterio bajo la protección directa de la Santa Sede.[3] Cuando los cistercienses sucedieron a los benedictinos en 1266, las abadesas (llamadas "abadesas mitradas") defendieron enérgicamente estos privilegios, provocando una serie de conflictos con el obispo, hasta principios del siglo XIX, cuando los privilegios fueron derogados.
- La diócesis de Conversano entró repetidamente en conflicto con el monasterio benedictino de Santo Stefano, al sur de Monopoli, que, por donación del conde Goffredo, tenía el control y la jurisdicción sobre los feudos de Putignano y Fasano, que a partir de 1317 fueron entregados a la administración de los bailíos de la orden hospitalaria de los Caballeros de Malta. El obispo de Conversano recuperó la jurisdicción sobre las tierras de Putignano sólo en 1743 por orden del papa Benedicto XIV.[4]
- Una tercera situación conflictiva se refería a las relaciones entre los obispos de Conversano y los arciprestes mitrados de Rutigliano, quienes, mediante de una bula del obispo Sassone de 1118, contenida en una bula perdida del papa Sixto IV de 1473,[2] reclamaban jurisdicción nullius, es decir, exenta del control de los obispos de Conversano, sobre la ciudad y el territorio de Rutigliano. Este privilegio fue reducido parcialmente en la segunda mitad del siglo XVII y abolido definitivamente a principios del siglo XIX.

En la segunda mitad del siglo XVI, el obispo Francesco Maria Sforza (1679-1605) trabajó para implementar las reformas establecidas en el Concilio de Trento, reconstruyó el palacio episcopal, implementó una política de racionalización de los recursos diocesanos, acogió a los capuchinos en la diócesis y favoreció la fundación de nuevas cofradías.
El siglo XVII se caracteriza por la figura del obispo Giuseppe Palermo (1658-1670), que consagró la catedral y promovió la construcción de nuevas iglesias en la ciudad; en 1660 celebró un sínodo diocesano. Trabajó intensamente para recuperar los derechos de la mensa episcopal sobre el monasterio citadino de San Benedetto, apoyado por la bula Inscrutabili, con la que el papa Gregorio XV en 1622 había suprimido todos los nullius dioecesis. Pero la obstinación con que las "abadesas mitradas" defendieron sus derechos llevó al traslado del prelado a la pequeña arquidiócesis de Santa Severina.
A principios del siglo XVIII el obispo Filippo Meda (1702-1733), milanés originario de Canzo y autor de varias obras teológicas y ascéticas, fundó el seminario diocesano el 16 de abril de 1703 y restauró el interior de la catedral en estilo barroco. El seminario encontró un nuevo hogar en el siglo XIX con Gennaro Carelli (1797-1818), y un nuevo impulso, con nuevos métodos de enseñanza, con Giuseppe Maria Mucedola (1848-1865). Con Casimiro Gennari (1881-1891) el seminario fue trasladado nuevamente al interior del palacio episcopal.
En 1911 un incendio destruyó completamente el interior de la catedral; aparte de algunos muebles salvados de las llamas, sólo fue posible recuperar la fachada y el ábside. La reconstrucción, promovida por los obispos Antonio Lamberti y Domenico Lancellotti, se completó en 1926, cuando la catedral fue reabierta al culto.
«El episcopado más largo del siglo XX es el de Gregorio Falconieri (1935-1964): a él le corresponde la erección canónica de once parroquias durante el período de la guerra; prelado de rígido cariz tradicionalista, no dudó en utilizar su fuerte autoridad en favor del Partido Demócrata Cristiano en las elecciones políticas de 1948 y 1956. Sus precarias condiciones de salud sólo le permitieron participar inicialmente en el Concilio Vaticano II.
En el momento de la unión plena con Monopoli, la diócesis se extendía sobre los centros de Conversano, Alberobello, Castellana Grotte, Noci, Putignano, Rutigliano y Turi.

### Diócesis de Monopoli
Según la tradición historiográfica local, la sede episcopal de Monopoli deriva de la de Egnazia, sede en Apulia documentada a principios del siglo VI con el obispo Rufenzio, que participó en los concilios romanos convocados por el papa Símaco . Es también el único obispo conocido de Egnazia, cuya sede desapareció a finales del siglo VI o principios del VII, coincidiendo con la decadencia de la ciudad. Sin embargo, no existe documentación histórica de ningún traslado de la sede de Egnazia a Monopoli, cuyos primeros testimonios episcopales datan sólo del siglo XI.
En la segunda mitad del siglo X la ciudad de Monopoli aparece entre las posesiones de los obispos de Brindisi, que desde el siglo VIII tenían su sede en Oria. De hecho, después de la sangrienta muerte del obispo Andrea en 979, parece que los obispos de Brindisi trasladaron temporalmente su sede a Monopoli, como consta en un diploma de 996 de Gregorio, sucesor de Andrea, que firmó el documento como episcopus Ecclesie Brundisine et Monopolitane seu Stunense civitatis, es decir, "obispo de Brindisi y Monopoli o de la ciudad de Ostuni".
A principios del siglo XI, la sede de Brindisi fue elevada al rango de arquidiócesis metropolitana, y se le asignaron inicialmente dos diócesis sufragáneas de nueva erección, Monopoli y Ostuni. El primer obispo documentado de Monopoli es Leone, quien en 1033 fue confirmado como obispo sufragáneo de Giovanni di Brindisi; el nombre de Leone aparece también en un diploma de 1037, redactado en el sexto año de su presbiterado.
Con el obispo Romualdo, la sede de Monopoli obtuvo la exención de la sufragánea de Brindisi y con dos bulas del papa Urbano II en 1091 pasó a estar inmediatamente sujeta a la Santa Sede, estatus confirmado por Pascual II en 1110 y por Calixto II en 1123. «La figura de Monseñor Romualdo es fundamental en la historia de la ciudad; fue él quien encargó la primitiva catedral románica y quien se convirtió en el mentor del culto mariano: de hecho, rodeado de sugerentes contornos literarios, se desarrolló el culto a la Madonna della Madia, cuyo icono fue llevado a la costa el 16 de diciembre de 1117, acontecimiento cuya fiesta se celebra todavía hoy.» También en tiempos de Romualdo, el monasterio benedictino de Santo Stefano , al sur de Monopoli, fue dotado de privilegios y exento de la jurisdicción episcopal. El mismo Romualdo concedió a los abades, a quienes sucedieron en 1317 los bailíes de la orden hospitalaria de los Caballeros de Malta, la jurisdicción espiritual sobre la ciudad y el territorio de Fasano, que volvería a estar bajo la plena jurisdicción de los obispos de Monopoli recién en 1811.
En la época tridentina destacó especialmente Fabio Pignatelli (1561-1568), que participó en el Concilio de Trento y trabajó por la reforma del clero diocesano; Giacomo Macedonio (1608-1624) y Francesco Surgente (1640-1651), que intentaron en vano recuperar la jurisdicción episcopal sobre Fasano; y Giuseppe Cavalieri (1664-1696), quien en 1668 fundó el seminario diocesano. En el siglo XVIII, el obispo Francesco Iorio (1738-1754) mandó demoler la antigua catedral e inició la construcción de la nueva, que fue consagrada por el obispo Giuseppe Cacace en 1773.
El 27 de junio de 1818, coincidiendo con la reorganización de las diócesis del Reino de Nápoles, según la bula De utiliori del papa Pío VII, el territorio de la suprimida de diócesis de Polignano fue añadido a Monopoli. La misma bula confirmó la dependencia directa de la diócesis de la Santa Sede, privilegio que mantuvo hasta el 20 de octubre de 1980 cuando, con la bula Qui Beatissimo Petro del papa Juan Pablo II, Monopoli perdió su autonomía y se convirtió en sufragánea de la arquidiócesis de Bari.
En el momento de la unión plena con Conversano, la diócesis se extendía sobre los centros de Monopoli, Cisternino, Fasano y Polignano a Mare.

### Diócesis de Conversano-Monopoli
El 21 de enero de 1970, Antonio D'Erchia, ya obispo de Monopoli, fue nombrado también obispo de Conversano, uniéndose así in persona episcopi las dos sedes. El obispo residía habitualmente en Monopoli.
El 30 de septiembre de 1986, mediante el decreto Instantibus votis de la Congregación para los Obispos, en el marco más amplio de la revisión de las circunscripciones eclesiásticas en Italia, las dos sedes de Conversano y Monopoli se unieron con la fórmula plena unione y la nueva circunscripción eclesiástica asumió su nombre actual. Al mismo tiempo el obispo trasladó su residencia a la ciudad de Conversano.
A principios de la década de 2000 la diócesis fundó varias instituciones culturales y religiosas, entre ellas el Museo Diocesano de Monopoli (29 de junio de 2002), el Museo Educativo de Arte Sacro e Historia de Rutigliano (10 de marzo de 2016) y la Pinacoteca Diocesana de Conversano (17 de marzo de 2016).

## Estadísticas
Según el Anuario Pontificio 2022 la diócesis tenía a fines de 2021 un total de 246 620 fieles bautizados.
| Año                                                                             | Población            | Población | Población      | Sacerdotes | Sacerdotes    | Sacerdotes    | Bautizados por sacerdote | Diáconos permanentes | Religiosos | Religiosos | Parroquias |
| Año                                                                             | Bautizados católicos | Total     | % de católicos | Total      | Clero secular | Clero regular | Bautizados por sacerdote | Diáconos permanentes | Varones    | Mujeres    | Parroquias |
| ------------------------------------------------------------------------------- | -------------------- | --------- | -------------- | ---------- | ------------- | ------------- | ------------------------ | -------------------- | ---------- | ---------- | ---------- |
| Diócesis de Conversano                                                          |                      |           |                |            |               |               |                          |                      |            |            |            |
| 1950                                                                            | 90 000               | 90 000    | 100.0          | 112        | 91            | 21            | 803                      |                      | 40         | 175        | 18         |
| 1969                                                                            | 105 000              | 105 797   | 99.2           | 120        | 76            | 44            | 875                      |                      | 59         | 202        | 27         |
| 1980                                                                            | 112 500              | 115 662   | 97.3           | 109        | 65            | 44            | 1032                     |                      | 54         | 176        | 29         |
| Diócesis de Monopoli                                                            |                      |           |                |            |               |               |                          |                      |            |            |            |
| 1950                                                                            | 84 000               | 84 000    | 100.0          | 113        | 84            | 29            | 743                      |                      | 35         | 117        | 17         |
| 1969                                                                            | 95 000               | 97 655    | 97.3           | 75         | 57            | 18            | 1266                     |                      | 22         | 101        | 21         |
| 1980                                                                            | 104 000              | 105 516   | 98.6           | 68         | 50            | 18            | 1529                     |                      | 20         | 81         | 27         |
| Diócesis de Conversano-Monopoli                                                 |                      |           |                |            |               |               |                          |                      |            |            |            |
| 1990                                                                            | 232 576              | 237 576   | 97.9           | 136        | 106           | 30            | 1710                     |                      | 89         | 220        | 56         |
| 1999                                                                            | 242 000              | 243 360   | 99.4           | 151        | 102           | 49            | 1602                     | 9                    | 63         | 225        | 56         |
| 2000                                                                            | 245 900              | 247 093   | 99.5           | 152        | 102           | 50            | 1617                     | 9                    | 61         | 224        | 56         |
| 2001                                                                            | 245 000              | 247 224   | 99.1           | 152        | 104           | 48            | 1611                     | 13                   | 58         | 185        | 56         |
| 2002                                                                            | 245 000              | 247 551   | 99.0           | 145        | 106           | 39            | 1689                     | 13                   | 51         | 179        | 57         |
| 2003                                                                            | 245 500              | 248 032   | 99.0           | 142        | 103           | 39            | 1728                     | 12                   | 51         | 153        | 56         |
| 2004                                                                            | 246 761              | 249 261   | 99.0           | 135        | 98            | 37            | 1827                     | 12                   | 49         | 163        | 56         |
| 2006                                                                            | 243 423              | 246 623   | 98.7           | 143        | 98            | 45            | 1702                     | 11                   | 59         | 157        | 56         |
| 2013                                                                            | 250 000              | 252 608   | 99.0           | 144        | 98            | 46            | 1736                     | 13                   | 59         | 132        | 56         |
| 2016                                                                            | 249 650              | 252 707   | 98.8           | 143        | 94            | 49            | 1745                     | 17                   | 58         | 130        | 56         |
| 2019                                                                            | 248 444              | 252 744   | 98.3           | 139        | 93            | 46            | 1787                     | 15                   | 54         | 132        | 56         |
| 2021                                                                            | 246 620              | 249 770   | 98.7           | 137        | 90            | 47            | 1800                     | 12                   | 54         | 119        | 56         |
| Fuente: Catholic-Hierarchy, que a su vez toma los datos del Anuario Pontificio. |                      |           |                |            |               |               |                          |                      |            |            |            |

## Episcopologio

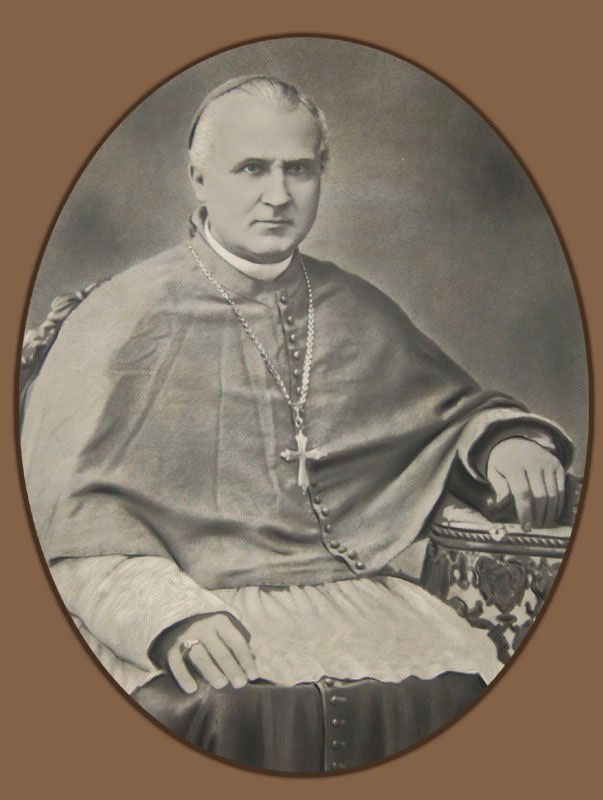
Francesco Pedicini, obispo de Monopoli (1855-1858)

Casimiro Gennari, obispo de Conversano (1881-1897), elevado en seguida a la púrpora cardeinalicia

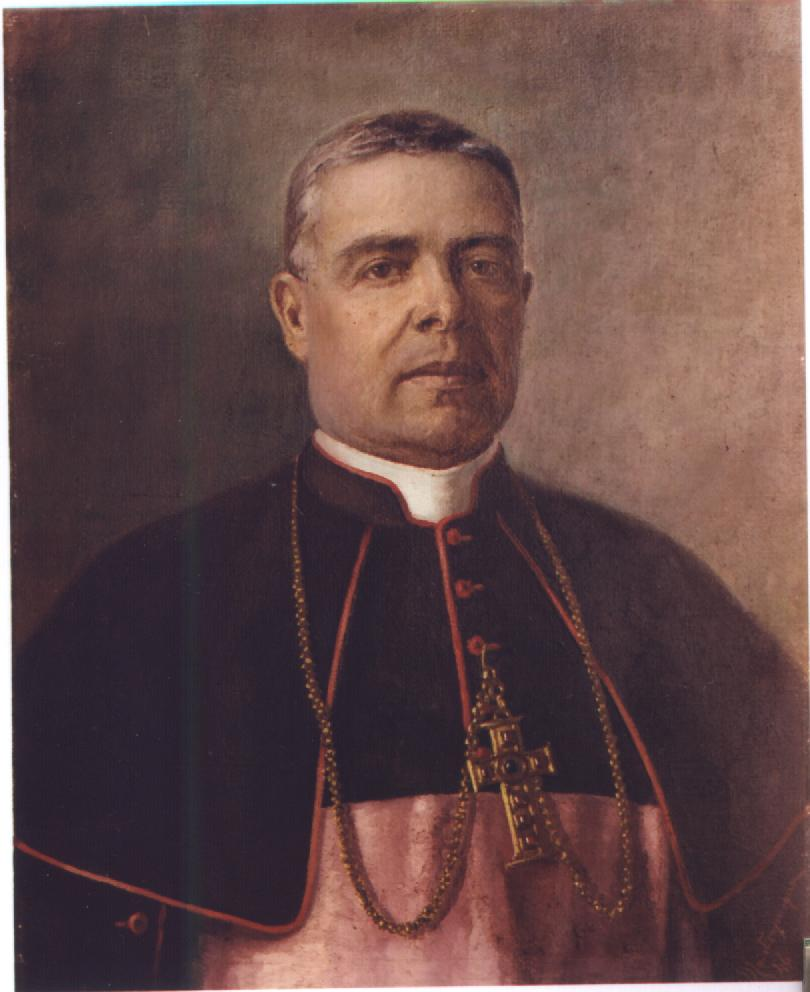
Nicola Monterisi, obispo de Monopoli (1913-1919)

### Obispos de Conversano
- Simplicio? † (antes de 487-después de 492)
- Ilario? † (mencionado en 501)
- Gerico? † (mencionado en 733)
- Simparide? † (mencionado en 754)[nota 2]
- Leone I † (antes de 1081-después de 1096)[15]
- Sassone † (mencionado en 1118)[nota 3]
- Ruggero † (mencionado en 1145)
- Leone II † (mencionado en 1153)
- Cafisio † (antes de marzo de 1179-después de enero de 1180)[16]
- Guglielmo I † (antes de septiembre de 1188-después de abril de 1202)[16]
- Anónimo † (mencionado en 1207)[16]
- Anónimo † (mencionado en 1210)[16]
- Concilio † (antes de abril de 1212-después de octubre de 1231)[16]
- Anónimo † (mencionado en 1260)[16]
- Stefano I detto il Venerabile, O.Cist. † (antes de octubre de 1267-después de enero de 1274)[16]
- Giovanni de Cropis (Ramari) † (antes de 1281[16]-1291)
- Anónimo † (mencionado en 1307)[17]
- Guglielmo II † (antes de 1318-después de 1321)
- Pietro Baccario † (antes de 1335-1342)
- Giovanni IV † (1343-después de 1347)
- Stefano II † (7 de enero de 1351-? falleció)
- Pietro d'Itri † (19 de febrero de 1356-después de 1379)
- Amico (o Antonio)[nota 4] † (mencionado en 1383)
- Pietro III † (mencionado en 1385]] circa)[nota 5]
  - Guglielmo † (? renunció) (antiobispo)
  - Angelo, O.F.M. † (12 de julio de 1393-1404) (antiobispo)[nota 6]
- Giacomo † (?-22 de diciembre de 1399 nombrado obispo de Guardialfiera)
- Francesco † (? renunció)
- Stefano Alfano † (9 de marzo de 1403-1423 falleció)
- Antonio Domininardi † (9 de septiembre de 1423-1432 falleció)
  - Marino Orsini † (4 de noviembre de 1432-1437 renunció) (administrador apostólico)
- Andrea Perciballi de Veroli † (27 de abril de 1437-25 de septiembre de 1439 nombrado obispo de Boiano)
- Donato Bottini, O.E.S.A. † (9 de octubre de 1439-4 de septiembre de 1448 nombrado obispo de Valva y Sulmona)
- Pietro di Migolla, O.F.M. † (4 de septiembre de 1448-1464 falleció)
- Paolo de Turculis † (30 de noviembre de 1465-1482 falleció)
- Sulpicio Acquaviva d'Aragona † (17 de febrero de 1483-1494 falleció)
- Vincenzo Pistacchio † (1494-3 de noviembre de 1499 nombrado obispo de Bitetto)
- Donato Acquaviva d'Aragona † (3 de diciembre de 1499-1528 falleció)
  - Antonio Sanseverino † (28 de julio de 1529-11 de febrero de 1534 renunció) (administrador apostólico)
- Giacomo Antonio Carrozza † (11 de febrero de 1534-1560 falleció)
- Giovanni Francesco Lottini † (4 de septiembre de 1560-enero de 1561 renunció)
- Romolo de Valentibus † (15 de enero de 1561-8 de junio de 1579 falleció)
- Francesco Maria Sforza † (26 de agosto de 1579-18 de julio de 1605 falleció)
- Pietro Capullio, O.F.M.Conv. † (31 de agosto de 1605-24 de junio de 1625 falleció)
- Vincenzo Martinelli, O.P. † (18 de agosto de 1625-20 de septiembre de 1632 nombrado obispo de Venafro)
- Antonio Brunachio † (24 de noviembre de 1632-1 de enero de 1638 falleció)
- Agostino Ferentillo † (19 de abril de 1638-7 de septiembre de 1641 falleció)
- Pietro Paolo Bonsi † (26 de mayo de 1642-septiembre de 1656 falleció)
- Giuseppe Palermo † (8 de diciembre de 1658-1 de septiembre de 1670 nombrado arzobispo de Santa Severina)
- Giovanni Stefano Sanarica † (23 de febrero de 1671-16 de junio de 1679 o de julio de 1680 falleció)
- Andrea Brancaccio † (13 de enero de 1681-18 de abril de 1701 nombrado arzobispo de Cosenza)
- Filippo Meda † (23 de enero de 1702-18 de julio de 1733 falleció)
- Giovanni Macario Valenti † (28 de septiembre de 1733-enero de 1744 falleció)
- Filippo Felice del Prete † (13 de abril de 1744-22 de diciembre de 1751 falleció)
- Michele di Tarsia, P.O. † (24 de enero de 1752-7 de mayo de 1772 falleció)
- Fabio Palumbo, C.R. † (7 de septiembre de 1772-18 de marzo de 1784 falleció)
  - Sede vacante (1784-1792)
- Nicola Vecchi † (27 de abril de 1792-18 de diciembre de 1797 nombrado obispo de Teano)
- Gennaro Carelli † (18 de diciembre de 1797-3 de marzo de 1818 falleció)
- Nicola Carelli † (21 de febrero de 1820-14 de abril de 1826 falleció)
- Giovanni De Simone † (3 de julio de 1826-13 de agosto de 1847 falleció)
- Giovanni Maria Mucedola † (11 de diciembre de 1848-22 de marzo de 1865 falleció)
  - Sede vacante (1865-1872)
- Salvatore Silvestris, C.SS.R. † (23 de febrero de 1872-14 de febrero de 1879 falleció)
- Augusto Antonio Vicentini † (12 de mayo de 1879-13 de mayo de 1881 nombrado arzobispo de L'Aquila)
- Casimiro Gennari † (13 de mayo de 1881-6 de febrero de 1897 renunció[nota 7])
- Antonio Lamberti † (19 de abril de 1897-12 de agosto de 1917 falleció)
- Domenico Lancellotti † (14 de marzo de 1918-10 de junio de 1930 falleció)
- Domenico Argnani † (30 de septiembre de 1931-15 de junio de 1935 nombrado obispo de Macerata y Tolentino)
- Gregorio Falconieri † (12 de septiembre de 1935-24 de mayo de 1964 renunció)
  - Sede vacante (1964-1970)
- Antonio D'Erchia[nota 8] † (21 de enero de 1970-30 de septiembre de 1986 nombrado obispo de Conversano-Monopoli)

### Obispos de Monopoli
- Gregorio † (mencionado en 996) obispo de Brindisi y Monopoli, Ostuni.
- Leone I † (circa 1031-después de 1037)
- Deodato † (mencionado en 1062)
- Smaragdo † (mencionado en 1065)
- Pietro † (mencionado en 1071)
- Romualdo † (circa 1076[nota 9]-1118)
- Nicolò I † (1118-1144 falleció)[nota 10]
- Leone II † (mencionado en 1147)
- Michele † (1147-1176 falleció)[nota 11]
- Stefano † (circa 1176-circa 1187 falleció)[nota 12]
- Pagano † (antes de octubre de 1191-después de febrero de 1201)[18]
- Guglielmo I † (mencionado en 1202)[18]
- Anónimo † (mencionado en 1207)[18]
- Anónimo † (mencionado en 1215 y en 1216)[18]
- Matteo † (antes del 20 de diciembre de 1218-después del 14 de diciembre de 1225 falleció)[18]
- Anónimo † (mencionado como "obispo electo" el 14 de diciembre de 1226)[18]
- Giovanni I † (mencionado en 1231)[18][nota 13]
- Guglielmo II † (mencionado como "obispo electo" el 30 de marzo de 1238)[18]
  - Sede vacante (marzo de 1239-febrero de 1240)[18]
- Anónimo † (mencionado como "obispo electo" el 29 de febrero de 1240)[18]
- Guglielmo III[nota 14] † (antes de julio de 1256-después de noviembre de 1273 falleció)[18]
  - Sede vacante (1275-1282)
- Pasquale I † (1282-circa 1286 falleció)
- Pietro Saraceno, O.P. † (25 de febrero de 1286-14 de febrero de 1287 nombrado obispo de Vicenza)
- Roberto † (4 de junio de 1288-1309 falleció)
- Nicolò Buccafingo † (12 de septiembre de 1309-25 de agosto de 1311 falleció)
- Francesco I † (28 de junio de 1312-1316 falleció)
- Pasquale Brigantino † (21 de marzo de 1317-1339 falleció)
- Dionigi De' Roberti, O.S.A. † (17 de marzo de 1340-31 de marzo de 1342 falleció)
- Marco di Leone de Arcade, O.Min. † (31 de mayo de 1342-? falleció)
- Pietro de Oriello † (4 de mayo de 1362-? falleció)
- Giovanni da Gallinaro, O.F.M. † (16 de mayo de 1373-2 de julio de 1382 nombrado obispo de Tricarico)
  - Giovanni di Pietramala † (2 de julio de 1382-? depuesto) (antiobispo)
- Francesco Carbone, O.Cist. † (circa 1382-17 de diciembre de 1384 renunció)
- Pietro V Caffarino † (1385-1391 falleció)
- Jacopo Palladini † (11 de octubre de 1391-24 de marzo de 1400 nombrado arzobispo de Tarento)
- Marco da Teramo † (24 de marzo de 1400-15 de diciembre de 1404 nombrado obispo de Bertinoro)
- Ursillo d'Afflitto † (15 de diciembre de 1404-12 de agosto de 1405 falleció)
- Oddo (o Oddone) Mormile † (9 de septiembre de 1405-1413 falleció)
- Giosuè Mormile † (9 de marzo de 1413-18 de diciembre de 1430 nombrado obispo de Sant'Agata de' Goti)
- Pietro Orso, O.P. † (18 de diciembre de 1430-15 de abril de 1437 nombrado arzobispo de Brindisi y Oria)
- Antonio del Piede † (15 de abril de 1437-? falleció)
- Alessandro Manfredi † (14 de mayo de 1456-1484 falleció)
- Urbano de Caragnano † (5 de noviembre de 1484-1508 falleció)
- Michele Claudio † (7 de febrero de 1508-?)
- Teodoro de Piis, O.F.M. † (9 de abril de 1513-1546 falleció)[19]
- Ottaviano Preconio, O.F.M.Conv. † (16 de abril de 1546-13 de junio de 1561 nombrado obispo de Ariano)
- Fabio Pignatelli † (10 de octubre de 1561-15 de agosto de 1568 falleció)
  - Sede vacante (1568-1572)
- Alfonso Álvarez Guerrero † (2 de junio de 1572-1577 falleció)
- Alfonso Porzio † (19 de julio de 1577-1598 falleció)
- Juan López, O.P. † (15 de noviembre de 1598-1608 renunció)
- Giovanni Giacomo Macedonio † (17 de marzo de 1608-12 de septiembre de 1624 falleció)
  - Sede vacante (1624-1627)
- Giulio Masi † (19 de julio de 1627-1637 falleció)
  - Sede vacante (1637-1640)
- Francesco Sorgente, C.R. † (9 de enero de 1640-13 de octubre de 1651 falleció)
  - Sede vacante (1651-1654)
- Benito Sánchez de Herrera † (12 de enero de 1654-24 de marzo de 1664 nombrado obispo de Pozzuoli)
- Giuseppe Cavalieri † (9 de junio de 1664-14 de agosto de 1696 falleció)
- Carlo Tilly † (3 de junio de 1697-1697 o 1698 falleció)
- Gaetano de Andrea, C.R. † (15 de septiembre de 1698-enero de 1702 falleció)
- Alfonso Francesco Dominguez, O.E.S.A. † (7 de abril de 1704-febrero de 1706 falleció)
- Nicolò Centomani † (11 de abril de 1707-enero de 1722 falleció)
- Giulio Sacchi † (14 de febrero de 1724-31 de julio de 1738 falleció)
- Francesco Iorio † (24 de noviembre de 1738-15 de agosto de 1754 falleció)
- Ciro de Alteriis † (16 de diciembre de 1754-6 de abril de 1761 nombrado obispo de Acerra)
- Giuseppe Cacace † (25 de mayo de 1761-18 de noviembre de 1778 falleció)
- Domenico Russo † (20 de marzo de 1780-13 de noviembre de 1782 falleció)
  - Sede vacante (1782-1785)
- Raimondo Fusco, O.F.M.Conv. † (14 de febrero de 1785-26 de febrero de 1804 falleció)
- Lorenzo Villani † (26 de junio de 1805-10 de marzo de 1823 falleció)
- Michele Palmieri † (3 de mayo de 1824-24 de noviembre de 1842 falleció)
- Luigi Giamporcaro † (17 de junio de 1844-2 de enero de 1854 falleció)
- Francesco Pedicini † (23 de marzo de 1855-27 de septiembre de 1858 nombrado arzobispo de Bari y Canosa)
- Luigi Riccio † (20 de junio de 1859-23 de marzo de 1860 nombrado obispo de Caiazzo)
- Federico Tolinieri † (23 de marzo de 1860-2 de junio de 1869 falleció)
- Antonio Dalena † (22 de diciembre de 1871-18 de enero de 1883 falleció)
- Carlo Caputo † (15 de marzo de 1883-7 de junio de 1886 nombrado obispo de Aversa)
- Francesco d'Albore † (7 de junio de 1886-4 de septiembre de 1901 renunció[nota 15])
- Francesco Di Costanzo † (4 de marzo de 1902-19 de diciembre de 1912 renunció[nota 16])
- Nicola Monterisi † (22 de agosto de 1913-15 de diciembre de 1919 nombrado arzobispo de Chieti)
- Agostino Migliore † (14 de febrero de 1920-2 de diciembre de 1925 falleció)
- Antonio Melomo † (7 de febrero de 1927-28 de agosto de 1940 nombrado arzobispo de Conza-Sant'Angelo dei Lombardi-Bisaccia)
- Gustavo Bianchi † (28 de marzo de 1941-12 de agosto de 1951 falleció)
- Carlo Ferrari † (17 de abril de 1952-19 de octubre de 1967 nombrado obispo de Mantua)
- Antonio D'Erchia † (29 de junio de 1969-30 de septiembre de 1986 nombrado obispo de Conversano-Monopoli)

### Obispos de Conversano-Monopoli

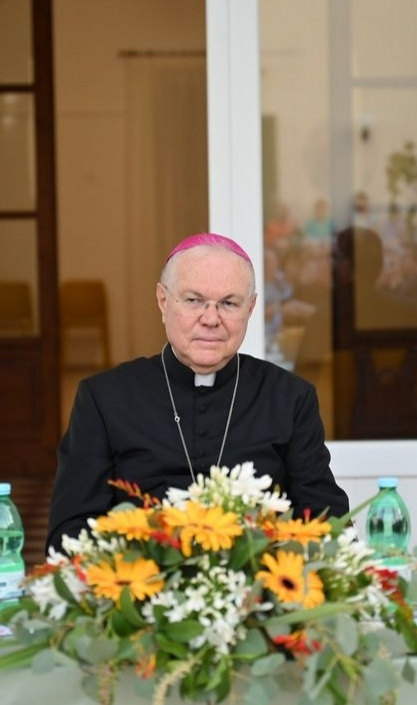
Giuseppe Favale, obispo de Conversano-Monopoli desde el 5 de febrero de 2016

- Antonio D'Erchia † (30 de septiembre de 1986-11 de febrero de 1987 retirado)
- Domenico Padovano † (13 de febrero de 1987-5 de febrero de 2016 retirado)
- Giuseppe Favale, desde el 5 de febrero de 2016

### Para Conversano
- (en latín) Ferdinando Ughelli, Italia sacra, vol. VII, segunda edición, Venecia, 1721, col. 700-720
- (en italiano) Vincenzio d'Avino, Cenni storici sulle chiese arcivescovili, vescovili e prelatizie (nullius) del Regno delle Due Sicilie, Nápoles, 1848, pp. 220-221
- (en italiano) Giuseppe Cappelletti, Le Chiese d'Italia dalla loro origine sino ai nostri giorni, Venecia, 1864, vol. XIX, pp. 40-45
- (en italiano) Francesco Lanzoni, Le diocesi d'Italia dalle origini al principio del secolo VII (an. 604), vol. I, Faenza, 1927, p. 303
- (en latín) Paul Fridolin Kehr, Italia Pontificia, vol. IX, Berlín, 1962, pp. 358-368
- (en alemán) Norbert Kamp, Kirche und Monarchie im staufischen Königreich Sizilien, vol. 2, Prosopographische Grundlegung: Bistümer und Bischöfedes Königreichs 1194 - 1266; Apulien und Kalabrien, Múnich, 1975, pp. 625-629
- (en italiano) Pierfrancesco Rescio, La Cattedrale di Conversano, Soveria Mannelli, 2001
- (en italiano) Giuseppe Gabrieli, Bibliografia di Puglia. parte II, pp. 285-286
- (en latín) Pius Bonifacius Gams, Series episcoporum Ecclesiae Catholicae, Graz, 1957, pp. 876-877
- (en latín) Konrad Eubel, Hierarchia Catholica Medii Aevi, , vol. 1, p. 218; vol. 2, p. 135; vol. 3, p. 177; vol. 4, p. 163; vol. 5, p. 171; vol. 6, p. 181

### Para Monopoli
- (en inglés) La diocesi di Monopoli en Catholic Hierarchy
- (en inglés) La diocesi di Monopoli en Gcatholic
- (en latín) Ferdinando Ughelli, Italia sacra, vol. I, segunda edición, Venecia, 1717, col. 961-975
- (en italiano) Vincenzio d'Avino, Cenni storici sulle chiese arcivescovili, vescovili e prelatizie (nullius) del Regno delle Due Sicilie, Nápoles, 1848, pp. 343-357
- (en italiano) Giuseppe Cappelletti, Le Chiese d'Italia dalla loro origine sino ai nostri giorni, Venecia, 1864, vol. XIX, pp. 384-389
- (en latín) Paul Fridolin Kehr, Italia Pontificia, vol. IX, Berlín, 1962, pp. 373-382
- (en alemán) Norbert Kamp, Kirche und Monarchie im staufischen Königreich Sizilien, vol. 2, Prosopographische Grundlegung: Bistümer und Bischöfedes Königreichs 1194 - 1266; Apulien und Kalabrien, Múnich, 1975, pp. 495-500
- (en italiano) Michele Fanizzi (editado por), Istoria di Monopoli del primicerio Giuseppe Indelli, nuova edizione con note di Cosimo Tartarelli, Fasano, Schena editrice, 2000
- (en italiano) Giuseppe Gabrieli, Bibliografia di Puglia. parte II, pp. 310-311
- (en latín) Pius Bonifacius Gams, Series episcoporum Ecclesiae Catholicae, Graz, 1957, pp. 899-900
- (en latín) Konrad Eubel, Hierarchia Catholica Medii Aevi, vol. 1, pp. 346-347; vol. 2, p. 195; vol. 3, p. 248; vol. 4, p. 246; vol. 5, pp. 272-273; vol. 6, pp. 293-294